# Ахмаметьево
Ахмаме́тьево (тат. Әхмәт, Акмөхаммәт) — деревня в Буинском районе Республики Татарстан. Входит в состав Новочечкабского сельского поселения.

## География
Деревня расположена на реке Лащи, в 17 километрах к северо-западу от города Буинска. 

## История
В «Списке населенных мест по сведениям 1859 года», изданном в 1866 году, населённый пункт упомянут как казённая деревня Ахмаметево 2-го стана Тетюшского уезда Казанской губернии. Располагалась при речке Сухой Лаще, по правую сторону почтового тракта из Казани в Симбирск, в 46 верстах от уездного города Тетюши и в 9 верстах от становой квартиры во владельческом селе Знаменское (Чипчаги). В деревне в 111 дворах жили 696 человек (376 мужчин и 320 женщин). Была мечеть.

## Население
| 1782 | 1859 | 1897 | 1908 | 1920 | 1926 | 1938 | 1949 | 1958 | 1970 | 1979 | 1989 | 2000 | 2015 |
| ---- | ---- | ---- | ---- | ---- | ---- | ---- | ---- | ---- | ---- | ---- | ---- | ---- | ---- |
| 123  | 696  | 935  | 1038 | 1032 | 646  | 683  | 500  | 515  | 444  | 470  | 249  | 207  | 145  |

Национальный состав деревни — татары.

## Религия
Мечеть (1991 г.).